# Episodi de Gli invasori (seconda stagione)
La seconda e ultima stagione della serie televisiva Gli invasori è composta da 26 episodi ed è stata trasmessa dal 5 settembre 1967 al 26 marzo 1968 dalla ABC.
| nº | Titolo originale        | Titolo italiano                  | Prima TV USA      | Prima TV Italia |
| -- | ----------------------- | -------------------------------- | ----------------- | --------------- |
| 1  | Condition: Red          | Situazione rosso                 | 5 settembre 1967  |                 |
| 2  | The Saucer              | Il disco volante                 | 12 settembre 1967 |                 |
| 3  | The Watchers            | I sorveglianti                   | 19 settembre 1967 |                 |
| 4  | Valley of the Shadow    | La valle dell'ombra              | 26 settembre 1967 |                 |
| 5  | The Enemy               | Il nemico                        | 3 ottobre 1967    |                 |
| 6  | The Trial               | Il processo                      | 10 ottobre 1967   |                 |
| 7  | The Spores              | Le spore                         | 17 ottobre 1967   |                 |
| 8  | Dark Outpost            | L'oscuro avamposto               | 24 ottobre 1967   |                 |
| 9  | Summit Meeting — Part 1 | Incontro al vertice - (1ª parte) | 31 ottobre 1967   |                 |
| 10 | Summit Meeting — Part 2 | Incontro al vertice - (2ª parte) | 7 novembre 1967   |                 |
| 11 | The Prophet             | Il profeta                       | 14 novembre 1967  |                 |
| 12 | Labyrinth               | Il labirinto                     | 21 novembre 1967  |                 |
| 13 | The Captive             | Il prigioniero                   | 28 novembre 1967  |                 |
| 14 | The Believers           | Quelli che credono               | 5 dicembre 1967   |                 |
| 15 | The Ransom              | Il riscatto                      | 12 dicembre 1967  |                 |
| 16 | Task Force              | Gruppo d'assalto                 | 26 dicembre 1967  |                 |
| 17 | The Possessed           | L'indemoniato                    | 2 gennaio 1968    |                 |
| 18 | Counterattack           | Contrattacco                     | 9 gennaio 1968    |                 |
| 19 | The Pit                 | L'abisso                         | 16 gennaio 1968   |                 |
| 20 | The Organization        | L'organizzazione                 | 30 gennaio 1968   |                 |
| 21 | The Peacemaker          | Il pacificatore                  | 6 febbraio 1968   |                 |
| 22 | The Vise                | Il sostituto                     | 20 febbraio 1968  |                 |
| 23 | The Miracle             | Il miracolo                      | 27 febbraio 1968  |                 |
| 24 | The Life Seekers        | La vita nascosta                 | 5 marzo 1968      |                 |
| 25 | The Pursued             | L'inseguito                      | 19 marzo 1968     |                 |
| 26 | Inquisition             | L'inquisizione                   | 26 marzo 1968     |                 |